# Ejército de Insurrección y Liberación Queer
El Ejército de Insurrección y Liberación Queer (TQILA por sus siglas en inglés - The Queer Insurrection and Liberation Army) fue un grupo armado anarquista queer, subunidad de las Fuerzas Guerrilleras Internacionales y Revolucionarias del Pueblo, formada el 24 de julio de 2017 por miembros LGBT de las IRPGF, su formación fue anunciada desde la ciudad de Al Raqa, Siria, junto con una declaración que explica los propósitos de su formación en la que la respuesta a la persecución sistemática de personas LGBT por parte del Daesh se destaca como una de las motivaciones principales del grupo. TQILA fue la primera unidad LGBT en luchar contra el Estado Islámico, y aparentemente, también, la primera milicia LGBT en Oriente Medio.

## Formación
La fotografía testimonial de su formación, en la que combatientes posan junto a una pancarta con la frase «Estos maricas matan fascistas», y dos banderas —una perteneciente al grupo y una bandera LGBT—, fue rápidamente viralizada por varios medios de comunicación occidentales que, sorprendidos por la paradójica brigada contra de Daesh, se hicieron eco del suceso generando gran repercusión a la noticia de su existencia.
La unidad, al igual que el resto de las IRPGF, fue miembro de la Brigada Internacional de Liberación, en una de las fotos testimoniales posa el comandante Heval Mahir de la Brigada Internacional, y a su vez de la guerrilla marxista-leninista-maoísta TKP/ML TİKKO, sosteniendo la bandera LGBT. Pese a pertenecer a la Brigada Internacional varios medios informaron erróneamente que el TQILA podría tratarse de un batallón oficial de las Fuerzas Democráticas Sirias (FDS), lo cual causó confusión. Tras la repercusión de esa información equívoca Mustafa Bali, director de prensa de las FDS, desmintió tales afirmaciones alegando que no hay ninguna brigada LGBT dentro en dicha coalición, sin embargo no niega la existencia de la misma la cual, efectivamente, pertenece a la Brigada Internacional de Liberación. TQILA comunicó su autodisolución como brigada mediante sus redes sociales, señalando que sus integrantes continuarían luchando, pero sin aclarar si se dispersarían en otros batallones.